# Жезус Фильо, Сервилио де
Серви́лио де Жезу́с Фильо (порт.-браз. Servílio de Jesús Filho; 15 октября 1939, Сан-Паулу — 7 июня 2005, Гуарульюс) — бразильский футболист, нападающий. Сын другого известного футболиста, Сервилио де Жезуса.

## Карьера
Сервилио родился в семье футболиста Сервилио де Жезуса и Омеринды Феррейры де Жезус. Он начал карьеру в молодёжном составе клуба «Коринтианс». Однако вскоре покинул команду: «Я тренировался в „Коринтиансе“, но тренер Рато меня не одобрил. Через некоторое время отец взял меня тренироваться в „Ветерано Паулиста“, команду, состоявшую из бывших игроков, на матч против „Португезы“. Я вышел на поле, чтобы у команды набрался полный состав. Норонье, тренеру молодёжного состава „Португезы“, это выступление понравилось, и он предложил мне стать игроком этого клуба». Присоединившись к «Деспортос» в 1956 году, Сервилио провёл там год, после чего был арендован клубом «Араракуара». В 1958 году футболист вернулся в «Португезу», где 1 марта забил первый мяч за клуб, поразив ворота «Америки», и провёл в составе команды пять лет. За клуб он сыграл в 228 матчах и забил 131 гол, из них 34 гола в чемпионате штата, когда Сервилио занял второе место в списке лучших бомбардиров турнира, уступив лишь Пеле.
В 1963 году Сервилио перешёл в «Палмейрас», заплативший за трансфер футболиста 12 миллионов крузейро, по другим данным 20 миллионов крузейро. Эти деньги пошли на покрытия расходов на строительство нового стадиона «Португезы». 23 февраля он дебютировал в составе команды в матче с «Коринтиансом» (1:0), а 9 марта того же года забил первый мяч за клуб, поразив ворота «Фламенго» (2:1). И в первый же год выиграл чемпионат штата. Через три года футболист повторил это достижение, а также выиграл турнир Рио — Сан-Паулу. Он был кандидатом на поездку в составе сборной Бразилии на чемпионат мира в Англию, но не попал в окончательный ростер команды. В 1967 году Сервилио в составе «Палмейраса» одержал победу в Кубке Роберто Гомеса Педрозы и Чаше Бразилии. Последний матч за клуб форвард провёл 10 декабря 1968 года с «Интернасьоналом» (0:3). Всего за клуб Сервилио провёл 292 матча (185 побед, 59 ничьих и 48 поражений) и забил 139 голов, по другим данным, 289 матчей (182 победы, 59 ничьих и 48 поражений) и 140 голов, по третьим данным, 294 матча и 138 голов.
В 1969 году Сервилио стал игроком «Коринтианса». 12 марта 1969 года он дебютировал в составе команды. Однако главный тренер команды Дино Сани не видел его в стартовом составе, потому футболист выходил на поле в основном на замену. За клуб футболист провёл 36 матчей (17 побед, 7 ничьих и 12 поражений) и забил 3 гола, по другим данным 35 матчей (16 побед, 7 ничьих и 12 поражений) и забил 3 гола. В 1971 году Севилио перешёл в мексиканский клуб «Атлас», куда поапал вместе с Коутиньо. Затем игрок выступал на родине за «Паулисту» и «Насьонал». В 1977 году Сервилио стал игроком венесуэльского клуба «Карабобо»: «Я пробыл там всего месяц. Директора клуба что-то пообещали, но ничего не выполнили. И я решил вернуться в Бразилию». После этого он завершил карьеру.
Завершив игровую карьеру, Сервилио стал работать тренером. Он тренировал клубы «Индепенденте», «XV ноября» из Пирасикабы, «Альянсу», дважды АБС, а также молодёжные команды «Коринтианса» и «Португезы Деспортос». Последние годы жизни бывший футболист работал в Кооперативе бывших футболистов Сан-Паулу, созданном для помощи бывшим футболистам, испытывающим финансовые проблемы. В 2005 году Сервилио погиб, участвуя в драке. По другим данным, он скончался от обширного инфаркта.

## Международная статистика
| Матчи Сервилио за сборную Бразилии | Матчи Сервилио за сборную Бразилии | Матчи Сервилио за сборную Бразилии | Матчи Сервилио за сборную Бразилии | Матчи Сервилио за сборную Бразилии | Матчи Сервилио за сборную Бразилии | Матчи Сервилио за сборную Бразилии |
| ---------------------------------- | ---------------------------------- | ---------------------------------- | ---------------------------------- | ---------------------------------- | ---------------------------------- | ---------------------------------- |
| №                                  | Дата                               | Место проведения                   | Оппонент                           | Счёт                               | Голы                               | Турнир                             |
| 1                                  | 26 мая 1960                        | Буэнос-Айрес                       | Аргентина                          | 2:4                                | −                                  | Кубок Рока                         |
| 2                                  | 29 мая 1960                        | Буэнос-Айрес                       | Аргентина                          | 4:1                                | 1                                  | Кубок Рока                         |
| 3                                  | 7 сентября 1965                    | Белу-Оризонти                      | Уругвай                            | 3:0                                | −                                  | Товарищеский матч                  |
| 4                                  | 21 ноября 1965                     | Сан-Паулу                          | Венгрия                            | 5:3                                | 2                                  | Товарищеский матч                  |
| 5                                  | 1 мая 1966                         | Рио-де-Жанейро                     | Сб. штата Риу-Гранди-ду-Сул        | 2:0                                | 1                                  | Товарищеский матч                  |
| 6                                  | 14 мая 1966                        | Рио-де-Жанейро                     | Уэльс                              | 3:1                                | 1                                  | Товарищеский матч                  |
| 7                                  | 19 мая 1966                        | Рио-де-Жанейро                     | Чили                               | 1:0                                | —                                  | Товарищеский матч                  |
| 8                                  | 4 июня 1966                        | Сан-Паулу                          | Перу                               | 4:0                                | —                                  | Товарищеский матч                  |
| 9                                  | 21 июня 1966                       | Мадрид                             | Атлетико Мадрид                    | 5:3                                | —                                  | Товарищеский матч                  |
| 10                                 | 25 июня 1966                       | Глазго                             | Шотландия                          | 2:0                                | 1                                  | Товарищеский матч                  |

## Достижения
- Обладатель Кубка Рока: 1960
- Чемпион штата Сан-Паулу: 1963, 1966
- Победитель турнира Рио — Сан-Паулу: 1965
- Обладатель Кубка Роберто Гомеса Педрозы: 1967
- Обладатель Чаши Бразилии: 1967

## Личная жизнь
Сервилио был женат. У него было трое детей и двое внуков.